# Heinz Gärtner (Politiker, 1916)
 Heinz Gärtner (* 1. März 1916 in Hamburg; † 3. September 2001 ebenda) war ein deutscher Politiker (SPD) und Widerstandskämpfer gegen das NS-Regime.

## Leben
Gärtner wuchs in einer sozialdemokratischen Familie im Hamburger Stadtteil Winterhude auf. Er besuchte die Schule Forsmannstraße, die er mit der Mittleren Reife abschloss. Im Alter von 14 Jahren wurde er Mitglied der Sozialistischen Arbeiterjugend (SAJ). In seiner Abschlussarbeit an der Schule setzte er sich mit dem Faschismus in Italien sowie Deutschland auseinander und warnte vor der NSDAP. Nach der Beendigung der Schulausbildung mit dem 16. Lebensjahr begann er 1932 eine Lehre als Buchdrucker und wurde Mitglied einer Gewerkschaft und der SPD. Seine Berufsausbildung fiel in die ersten Jahre des NS-Regimes. Gärtner setzte seine illegale Arbeit fort. Er übernahm eine kleine SAJ-Gruppe von Jugendlichen, die sich in Eimsbüttel zu politischen Gesprächen traf und illegale Zeitungen und Broschüren verteilte. Er selber fuhr nach Dänemark, 1934 nach Lüttich und 1935 in die Tschechoslowakei zur Beschaffung illegaler Schriften und traf dort mit Erich Lindstaedt zusammen.
Kurz nach Abschluss seiner Gesellenprüfung wurde er am 27. April von der Gestapo verhaftet und danach im KZ Fuhlsbüttel vier Wochen in Einzelhaft eingesperrt. Er war gerade zwanzig Jahre alt und wurde wegen der Fortsetzung der SAJ-Jugendarbeit zu 1 ½ Jahren Jugendgefängnis verurteilt, die er im Jugendgefängnis Hahnöfersand verbüßen musste. Nach der Entlassung im Oktober 1937 fand er eine Anstellung in einer Buchdruckerei in Hamburg.
Gärtner wurde trotz seiner Einstufung als Wehrunwürdiger 1943 zur Wehrmacht eingezogen und an der Ostfront eingesetzt. Aus der sowjetischen Kriegsgefangenschaft kehrte er 1946 nach Hamburg zurück und beteiligte sich sofort am Aufbau der SPD und der Jugendorganisation Die Falken. Von 1950 bis 1981 war er hauptberuflich bei der SPD beschäftigt. Zunächst war er Referent und später viele Jahre Landesgeschäftsführer der Partei in Hamburg.
Nach 1986 war er für die SPD ehrenamtlich bis zu seinem Tod Vorsitzender der Arbeitsgemeinschaft ehemals verfolgter Sozialdemokraten (AvS). Viele Jahre war er als Zeitzeuge in Schulen und in Gedenkstätten.
In Hamburg-Winterhude im Novalisweg 24c wurde ein Stolperstein für Heinz Gärtner verlegt. Der Stein liegt im Hanssensweg am Durchgang zum Innenhof Novalisweg 24. Seine Grabstätte befindet sich auf dem Friedhof Ohlsdorf im Bereich des Ehrenfeldes der Geschwister-Scholl-Stiftung.
Sein Sohn Jens Gärtner hat in seinem dokumentarischen Roman "Die Kunst des Selbstrasierens" den Widerstandskampf der Sozialdemokraten und seines Vaters Heinz Gärtner in Hamburg ausführlich beschrieben.

## Anerkennung
- 1995: Medaille für treue Arbeit im Dienste des Volkes in Silber
- 2013: Namensgeber für eine Fußgängerbrücke über den Osterbekkanal